# Homotoicha minor
Homotoicha minor är en insektsart som först beskrevs av Brunner von Wattenwyl 1878.  Homotoicha minor ingår i släktet Homotoicha och familjen vårtbitare. Inga underarter finns listade i Catalogue of Life.